# 父部
父部，為漢字索引中的部首之一，康熙字典214個部首中的第八十八個（四劃的則為第二十八個）。在傳統漢字與中文簡化字中，其都被歸為四劃部首。父部通常是從上方為部字。且無其他部首可用者將部首歸為父部。

## 部首單字解釋
1. fù/ㄈㄨˋ，①爸爸。②男性長輩的尊稱。③同宗、親戚關係的長輩。
2. fǔ/ㄈㄨˇ，①古代男子的美稱。通甫。見集韻。②敬稱長者。

## 字形

甲骨文
金文
大篆
小篆

## 名稱
- 漢語：父部（拼音：fùbù，注音：ㄈㄨˋ ㄅㄨˋ）
- 日語：
- 朝鲜語：

## 字例
| 除部首外之筆劃 | 字例 |
| -------------- | ---- |
| 0              |      |
| 2              |      |
| 4              |      |
| 5              |      |
| 6              |      |
| 7              |      |
| 9              |      |